# 多田氏蝸牛
多田氏蝸牛（学名：Satsuma tadai）为菱蝸牛屬的一種蝸牛，於1960年由日本貝類學家黑田德米發表描述，目前僅知分布於釣魚台列嶼，為該群島的特有種。本種的殼為左旋，呈暗赤褐色，是殼長約為2毫米的小型蝸牛。
多田氏蝸牛與分布於八重山群島的同屬物種八重山蝸牛（Satsuma yaeyamensis）外形相似，但其體型較後者稍小，螺塔也較後者的稍高。本種的生態狀況仍不明，現已被日本環境省列為瀕危物種（絶滅危惧I類）。